# Notación de Leibniz

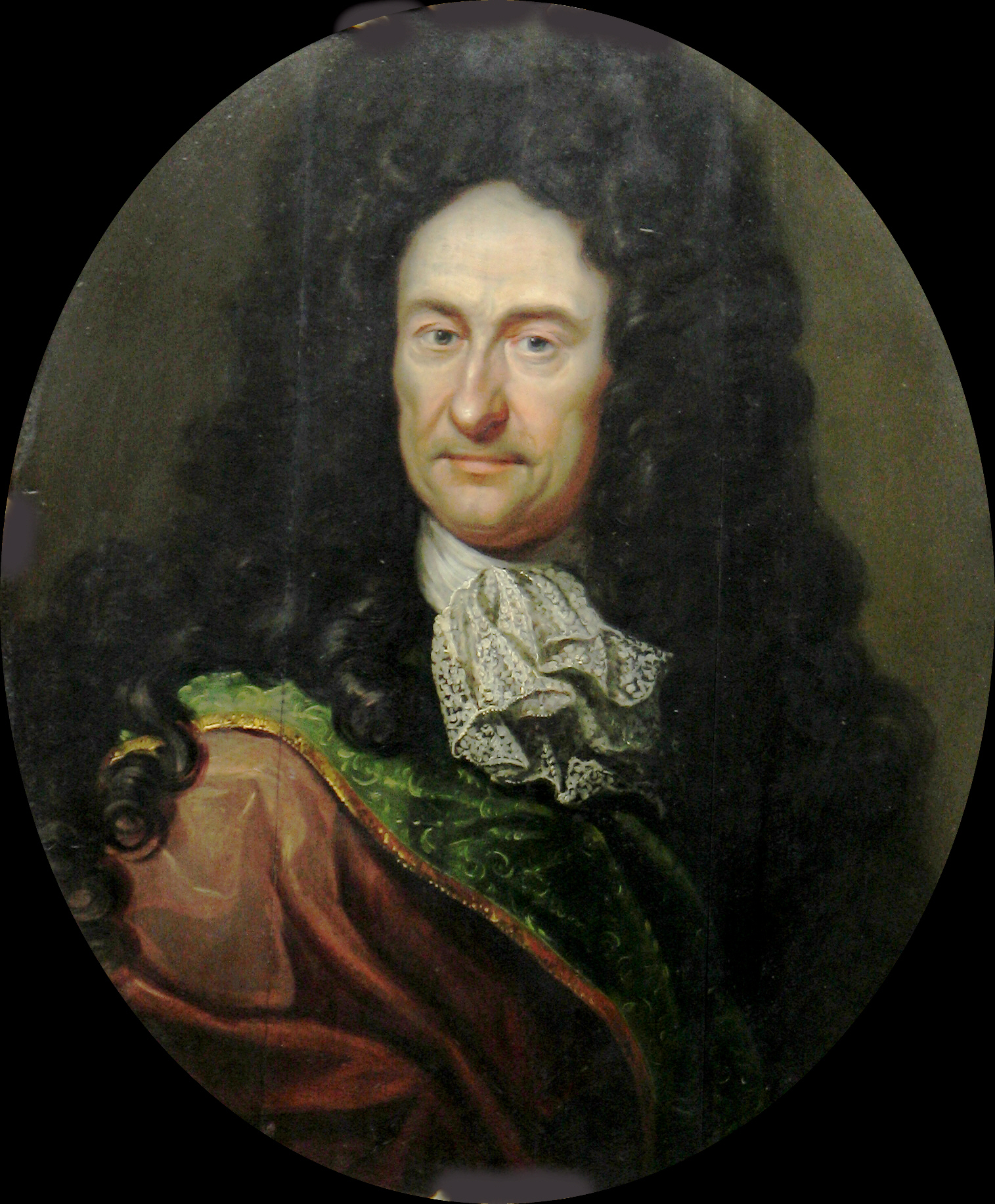
Gottfried Wilhelm von Leibniz (1646 - 1716), filósofo y matemático alemán, que da nombre a una notación matemática ampliamente utilizada en cálculo

En cálculo, la notación de Leibniz —llamada así en honor de Gottfried Wilhelm Leibniz, filósofo y matemático alemán del siglo XVII—, utiliza los símbolos dx y dy para representar incrementos infinitamente pequeños (o infinitesimales) de x e y, respectivamente, al igual que Δx y Δy representan incrementos finitos de x e y, respectivamente.

## Historia
El método de Newton-Leibniz de cálculo infinitesimal se introdujo en la segunda mitad del siglo XVII. Mientras que Newton no tenía una notación estándar para la integración, Leibniz comenzó a usar el carácter {\displaystyle \int }. Se basó en el carácter de la palabra latina summa ('suma'), que escribió ſumma con la alargada entonces comúnmente utilizado en Alemania en el momento. Este uso apareció por primera vez públicamente en su artículo De Geometria, publicado en Acta Eruditorum de junio de 1686, pero que había estado utilizando en manuscritos privados por lo menos desde 1675.
Los matemáticos ingleses emplearon la notación de puntos de Newton hasta 1803 cuando Robert Woodhouse publicó una descripción de la notación continental. Más tarde, la Sociedad Analítica de la Universidad de Cambridge promovió la adopción de la notación de Leibniz.

## Definición de la notación
La notación de Leibniz tradicional {\displaystyle y=f(x)\;} es utilizada para indicar que la variable independiente es {\displaystyle x\;} y la variable dependiente es {\displaystyle y\;}, por lo tanto existen otras notaciones comunes para la derivada:

{\displaystyle f'(x)=y'={\cfrac {dy}{dx}}={\cfrac {df}{dx}}={\cfrac {d}{dx}}\;f(x)=Df(x)=D_{x}f(x)\;}

- donde las notaciones {\displaystyle \scriptstyle D\;} y {\displaystyle \scriptstyle {\cfrac {dy}{dx}}\;} son operadores de derivación porque indican la operación de derivación.
- La notación {\displaystyle \scriptstyle {\cfrac {dy}{dx}}\;} introducida por Leibniz es solo un sinónimo de {\displaystyle \scriptstyle y=f'(x)\;}. Sin embargo, es una notación útil cuando se usa en la notación de incrementos. Con base en la ecuación razón (instantánea) de cambio de {\displaystyle y\;} con respecto a {\displaystyle x\;} dónde:

{\displaystyle x=x_{1}\;,\quad \lim _{\Delta x\to 0}{\Delta y \over \Delta x}=\lim _{x_{2}\to x_{1}}{f(x_{2})-f(x_{1}) \over x_{2}-x_{1}}}
al escribir de nuevo la definición de derivada en la notación de Leibniz en la forma:

{\displaystyle {\cfrac {dy}{dx}}=\lim _{\Delta x\to 0}{\Delta y \over \Delta x}\;}

Por lo tanto, en esta notación se representa la operación de diferenciar. Dada una función f de x:

{\displaystyle y=y(x)\;}

mediante el operador derivada de la función:
{\displaystyle y'={\cfrac {d}{dx}}\;y(x)}
se representaría de este modo

{\displaystyle y'={\frac {dy}{dx}}}

como un cociente de diferenciales, idea probadamente errónea en el conjunto de los números reales, no así en el conjunto de los números hiperreales. La utilidad de esta notación consiste en que permite recordar intuitivamente varios conceptos básicos del cálculo tales como la regla de la cadena. Dadas las funciones:

{\displaystyle y=y(x)\;}

{\displaystyle x=x(t)\;}

que con esta notación parece obvia debido a la cancelación de diferenciales (a pesar de que este razonamiento es incorrecto bajo el enfoque del análisis clásico, mientras que es válido bajo el enfoque el análisis no estándar[cita requerida])

{\displaystyle {\frac {dy}{dx}}{\frac {dx}{dt}}={\frac {dy}{dt}}}

o bien el concepto de separación de variables en la resolución de ecuaciones diferenciales:

{\displaystyle {\frac {dN}{dt}}=kN\longrightarrow \quad {\frac {dN}{N}}=kdt}

## Aparición enPrincipia
En la primera edición americana del libro se hace una introducción a la vida de Newton. En esta introducción, redactada por N. W. Chittenden, se comenta en una de las páginas que

el método diferencial es único y el mismo que el método de las fluxiones, excepto en el nombre y en la notación; el señor Leibniz llama a estas cantidades diferencias, a las cuales el señor Newton llama momentos, o fluxiones; y [Leibniz] las nota con una letra d, una notación no usada por el señor Newton.

## Aplicaciones
La notación de Leibniz también es especialmente útil cuando se trabaja con derivadas parciales de funciones multivariables y sus operadores derivados (gradiente, laplaciano, rotacional, divergencia, etc.) ya que indica en cada momento la variable de la función que se considera independiente, dejando el resto de variables como constantes en lo que se refiere a la derivación parcial.